# بلدة آدامز (مقاطعة دارك)
بلدة آدامز هي واحدة من عشرين بلدة في مقاطعة دارك، أوهايو، الولايات المتحدة. وجد تعداد عام 2010 أن 3441 شخصًا في البلدة، منهم 2163 يعيشون في الأجزاء غير المدمجة من البلدة.

## الاسم والتاريخ
تأسست بلدة آدامز في عام 1819. سميت هذه البلدة على اسم الرائد آدامز، وهو مستوطن. وهي واحدة من عشر ضواحي آدمز على مستوى الولاية.

## روابط خارجية
- موقع المقاطعة